# 黄彭年

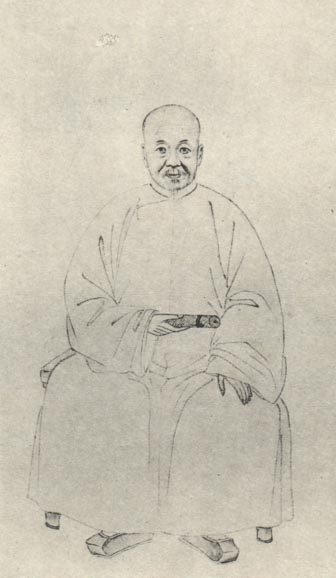
黄彭年

黄 彭年（こう ほうねん、Huang Pengnian、1824年 - 1890年）は、清の官僚。字は子寿、号は陶楼または更生。
貴州省貴筑県（現在の貴陽市）出身。黄輔辰の子。1847年に進士となり、庶吉士・編修となる。1851年、父に従って団練を率いてミャオ族などの民衆蜂起軍と戦った。のちに四川総督駱秉章の幕下に入り、太平天国の石達開軍と戦って功績をあげた。その後陝西巡撫劉蓉の招きで関中書院の主講となった。そして李鴻章から『畿輔通志』の編纂に招かれ、保定の蓮池書院の主講となった。
1882年、湖北按察使となり、さらに陝西按察使・陝西布政使代理に異動になった。1885年には江蘇布政使となり、1890年には湖北布政使となったが、任地に赴く途上で病死した。

## 著作
- 『陶楼詩文集』
- 『東三省辺防考略』
- 『金沙江考略』
- 『歴代関隘津梁考存』
- 『銅運考略』